# Grand Prix Włoch 2021
Grand Prix Włoch 2021, oficjalnie Formula 1 Gran Premio Heineken d’Italia 2021 – czternasta runda Mistrzostw Świata Formuły 1 w sezonie 2021. Grand Prix odbył się w dniach 10–12 września 2021 na torze Autodromo Nazionale di Monza w Monzy. Wyścig wygrał Daniel Ricciardo (McLaren), a na podium kolejno stanęli Lando Norris (McLaren) i Valtteri Bottas (Mercedes). Max Verstappen (Red Bull) po starcie z pole position nie ukończył wyścigu.

## Tło

### Format weekendu
Grand Prix Włoch 2021 był drugim z trzech wyścigów w tym sezonie, w którym był inny format weekendu po Grand Prix Wielkiej Brytanii 2021. Zazwyczaj w piątek odbywały się dwie sesje treningowe, a w sobotę odbywał się trzeci trening oraz kwalifikacje ustalające kolejność do wyścigu, który odbywał się w niedziele. Według nowego formatu w piątek odbędzie się tylko jedna sesja treningowa oraz kwalifikacyjna, ustalające kolejność do sprintu, który odbędzie się w sobotę, po drugiej sesji treningowej. Kwalifikacje sprinterskie ustalą kolejność do niedzielnego wyścigu głównego.

#### Kwalifikacje sprinterskie
Kwalifikacje sprinterskie odbyły się na dystansie 100 km, co daje 18 okrążeń w przypadku toru Autodromo Nazionale di Monza. Sprint ustali kolejność do niedzielnego wyścigu głównego. Kolejność startowa będzie ustalona poprzez kwalifikacje w standardowym formacie Q1, Q2 i Q3. Trzy pierwsze miejsca otrzymają punkty do klasyfikacji generalnej Mistrzostw Świata, które będą przyznane według klucza 3-2-1.

## Lista startowa
| Nr          | Kierowca           | Zespół                                  | Samochód                          | Silnik                      | Opony |
| ----------- | ------------------ | --------------------------------------- | --------------------------------- | --------------------------- | ----- |
| 3           | Daniel Ricciardo   | McLaren F1 Team                         | McLaren MCL35M                    | Mercedes-AMG F1 M12 1,6 V6T | P     |
| 4           | Lando Norris       | McLaren F1 Team                         | McLaren MCL35M                    | Mercedes-AMG F1 M12 1,6 V6T | P     |
| 5           | Sebastian Vettel   | Aston Martin Cognizant Formula One Team | Aston Martin AMR21                | Mercedes-AMG F1 M12 1,6 V6T | P     |
| 6           | Nicholas Latifi    | Williams Racing                         | Williams FW43B                    | Mercedes-AMG F1 M12 1,6 V6T | P     |
| 9           | Nikita Mazepin     | Uralkali Haas F1 Team                   | Haas VF-21                        | Ferrari 065/6 1,6 V6T       | P     |
| 10          | Pierre Gasly       | Scuderia AlphaTauri Honda               | AlphaTauri AT02                   | Honda RA621H 1,6 V6T        | P     |
| 11          | Sergio Pérez       | Red Bull Racing Honda                   | Red Bull RB16B                    | Honda RA621H 1,6 V6T        | P     |
| 14          | Fernando Alonso    | Alpine F1 Team                          | Alpine A521                       | Renault E-Tech 20B 1,6 V6T  | P     |
| 16          | Charles Leclerc    | Scuderia Ferrari Mission Winnow         | Ferrari SF21                      | Ferrari 065/6 1,6 V6T       | P     |
| 18          | Lance Stroll       | Aston Martin Cognizant Formula One Team | Aston Martin AMR21                | Mercedes-AMG F1 M12 1,6 V6T | P     |
| 22          | Yūki Tsunoda       | Scuderia AlphaTauri Honda               | AlphaTauri AT02                   | Honda RA621H 1,6 V6T        | P     |
| 31          | Esteban Ocon       | Alpine F1 Team                          | Alpine A521                       | Renault E-Tech 20B 1,6 V6T  | P     |
| 33          | Max Verstappen     | Red Bull Racing Honda                   | Red Bull RB16B                    | Honda RA621H 1,6 V6T        | P     |
| 44          | Lewis Hamilton     | Mercedes-AMG Petronas Formula One Team  | Mercedes-AMG F1 W12 E Performance | Mercedes-AMG F1 M12 1,6 V6T | P     |
| 47          | Mick Schumacher    | Uralkali Haas F1 Team                   | Haas VF-21                        | Ferrari 065/6 1,6 V6T       | P     |
| 55          | Carlos Sainz Jr.   | Scuderia Ferrari Mission Winnow         | Ferrari SF21                      | Ferrari 065/6 1,6 V6T       | P     |
| 63          | George Russell     | Williams Racing                         | Williams FW43B                    | Mercedes-AMG F1 M12 1,6 V6T | P     |
| 77          | Valtteri Bottas    | Mercedes-AMG Petronas Formula One Team  | Mercedes-AMG F1 W12 E Performance | Mercedes-AMG F1 M12 1,6 V6T | P     |
| 88          | Robert Kubica      | Alfa Romeo Racing ORLEN                 | Alfa Romeo C41                    | Ferrari 065/6 1,6 V6T       | P     |
| 99          | Antonio Giovinazzi | Alfa Romeo Racing ORLEN                 | Alfa Romeo C41                    | Ferrari 065/6 1,6 V6T       | P     |
| Źródło: FIA |                    |                                         |                                   |                             |       |

## Wyniki

### Zwycięzcy sesji treningowych
| Sesja       | Nr | Kierowca       | Konstruktor | Czas     | Okr. |
| ----------- | -- | -------------- | ----------- | -------- | ---- |
| 1           | 44 | Lewis Hamilton | Mercedes    | 1:20,926 | 28   |
| 2           | 44 | Lewis Hamilton | Mercedes    | 1:23,246 | 25   |
| Źródło: FIA |    |                |             |          |      |

### Kwalifikacje
| P                    | Nr | Kierowca           | Konstruktor           | Czasy w kwalifikacjach | Czasy w kwalifikacjach | Czasy w kwalifikacjach | Poz. s. |
| P                    | Nr | Kierowca           | Konstruktor           | Q1                     | Q2                     | Q3                     | Poz. s. |
| -------------------- | -- | ------------------ | --------------------- | ---------------------- | ---------------------- | ---------------------- | ------- |
| 1                    | 77 | Valtteri Bottas    | Mercedes              | 1:20,685               | 1:20,032               | 1:19,555               | 1       |
| 2                    | 44 | Lewis Hamilton     | Mercedes              | 1:20,543               | 1:19,936               | 1:19,651               | 2       |
| 3                    | 33 | Max Verstappen     | Red Bull Racing-Honda | 1:21,035               | 1:20,229               | 1:19,966               | 3       |
| 4                    | 4  | Lando Norris       | McLaren-Mercedes      | 1:20,916               | 1:20,059               | 1:19,989               | 4       |
| 5                    | 3  | Daniel Ricciardo   | McLaren-Mercedes      | 1:21,292               | 1:20,435               | 1:19,995               | 5       |
| 6                    | 10 | Pierre Gasly       | AlphaTauri-Honda      | 1:21,440               | 1:20,556               | 1:20,260               | 6       |
| 7                    | 55 | Carlos Sainz Jr.   | Ferrari               | 1:21,118               | 1:20,750               | 1:20,462               | 7       |
| 8                    | 16 | Charles Leclerc    | Ferrari               | 1:21,219               | 1:20,767               | 1:20,510               | 8       |
| 9                    | 11 | Sergio Pérez       | Red Bull Racing-Honda | 1:21,308               | 1:20,882               | 1:20,611               | 9       |
| 10                   | 99 | Antonio Giovinazzi | Alfa Romeo-Ferrari    | 1:21,197               | 1:20,726               | 1:20,808               | 10      |
| 11                   | 5  | Sebastian Vettel   | Aston Martin-Mercedes | 1:21,394               | 1:20,913               |                        | 11      |
| 12                   | 18 | Lance Stroll       | Aston Martin-Mercedes | 1:21,415               | 1:21,020               |                        | 12      |
| 13                   | 14 | Fernando Alonso    | Alpine-Renault        | 1:21,487               | 1:21,069               |                        | 13      |
| 14                   | 31 | Esteban Ocon       | Alpine-Renault        | 1:21,500               | 1:21,103               |                        | 14      |
| 15                   | 63 | George Russell     | Williams-Mercedes     | 1:21,890               | 1:21,392               |                        | 15      |
| 16                   | 6  | Nicholas Latifi    | Williams-Mercedes     | 1:21,925               |                        |                        | 16      |
| 17                   | 22 | Yūki Tsunoda       | AlphaTauri-Honda      | 1:21,973               |                        |                        | 17      |
| 18                   | 47 | Mick Schumacher    | Haas-Ferrari          | 1:22,248               |                        |                        | 18      |
| 19                   | 88 | Robert Kubica      | Alfa Romeo-Ferrari    | 1:22,530               |                        |                        | 19      |
| 20                   | 9  | Nikita Mazepin     | Haas-Ferrari          | 1:22,716               |                        |                        | 20      |
| 107% czasu: 1:26,181 |    |                    |                       |                        |                        |                        |         |
| Źródło: FIA          |    |                    |                       |                        |                        |                        |         |

### Sprint kwalifikacyjny
| P           | Nr | Kierowca           | Konstruktor           | Okr. | Czas         | Start | +/−       | Punkty | Poz. s. |
| ----------- | -- | ------------------ | --------------------- | ---- | ------------ | ----- | --------- | ------ | ------- |
| 1           | 77 | Valtteri Bottas    | Mercedes              | 18   | 27:54,078    | 1     | Bez zmian | 3      | 19      |
| 2           | 33 | Max Verstappen     | Red Bull Racing-Honda | 18   | +2,325       | 3     | 1         | 2      | 1       |
| 3           | 3  | Daniel Ricciardo   | McLaren-Mercedes      | 18   | +14,534      | 5     | 2         | 1      | 2       |
| 4           | 4  | Lando Norris       | McLaren-Mercedes      | 18   | +18,835      | 4     | Bez zmian |        | 3       |
| 5           | 44 | Lewis Hamilton     | Mercedes              | 18   | +20,011      | 2     | 3         |        | 4       |
| 6           | 16 | Charles Leclerc    | Ferrari               | 18   | +23,442      | 8     | 2         |        | 5       |
| 7           | 55 | Carlos Sainz Jr.   | Ferrari               | 18   | +27,952      | 7     | Bez zmian |        | 6       |
| 8           | 99 | Antonio Giovinazzi | Alfa Romeo-Ferrari    | 18   | +31,089      | 10    | 10        |        | 7       |
| 9           | 11 | Sergio Pérez       | Red Bull Racing-Honda | 18   | +31,680      | 9     | Bez zmian |        | 8       |
| 10          | 18 | Lance Stroll       | Aston Martin-Mercedes | 18   | +38,671      | 12    | 2         |        | 9       |
| 11          | 14 | Fernando Alonso    | Alpine-Renault        | 18   | +39,795      | 13    | 2         |        | 10      |
| 12          | 5  | Sebastian Vettel   | Aston Martin-Mercedes | 18   | +41,177      | 11    | 1         |        | 11      |
| 13          | 17 | Esteban Ocon       | Alpine-Renault        | 18   | +43,373      | 14    | 1         |        | 12      |
| 14          | 6  | Nicholas Latifi    | Williams-Mercedes     | 18   | +45,977      | 16    | 2         |        | 13      |
| 15          | 63 | George Russell     | Williams-Mercedes     | 18   | +46,821      | 15    | Bez zmian |        | 14      |
| 16          | 22 | Yūki Tsunoda       | AlphaTauri-Honda      | 18   | +49,977      | 17    | 1         |        | 15      |
| 17          | 9  | Nikita Mazepin     | Haas-Ferrari          | 18   | +1:02,599    | 20    | 3         |        | 16      |
| 18          | 88 | Robert Kubica      | Alfa Romeo-Ferrari    | 18   | +1:05,096    | 19    | 1         |        | 17      |
| 19          | 47 | Mick Schumacher    | Haas-Ferrari          | 18   | +1:06,154    | 18    | 1         |        | 18      |
| NS          | 10 | Pierre Gasly       | AlphaTauri-Honda      | 0    | NU (wypadek) | 6     |           |        | PL      |
| Źródło: FIA |    |                    |                       |      |              |       |           |        |         |

Uwagi
1. ↑  Valtteri Bottas otrzymał karę cofnięcia na koniec stawki za wymianę elementów jednostki napędowej ponad regulaminowy limit[9] oraz otrzymał karę cofnięcia o 10 pozycji za wymianę dodatkowego elementu jednostki napędowej[10].
2. ↑  Pierre Gasly otrzymał karę cofnięcia o 5 pozycji za wymianę skrzyni biegów[11], karę cofnięcia na koniec stawki za wymianę elementów jednostki napędowej ponad regulaminowy limit[12], oraz został zmuszony do startu z alei serwisowej za wymianę baterii z inną specyfikacją[13].

### Wyścig
| P           | Nr | Kierowca           | Konstruktor           | Okr. | Czas                | Start | +/−       | Punkty |
| ----------- | -- | ------------------ | --------------------- | ---- | ------------------- | ----- | --------- | ------ |
| 1           | 3  | Daniel Ricciardo   | McLaren-Mercedes      | 53   | 1:21:54,365         | 3     | 2         | 25+1   |
| 2           | 4  | Lando Norris       | McLaren-Mercedes      | 53   | +1,747              | 4     | 2         | 18     |
| 3           | 77 | Valtteri Bottas    | Mercedes              | 53   | +4,921              | 19    | 16        | 15     |
| 4           | 16 | Charles Leclerc    | Ferrari               | 53   | +7,309              | 6     | 2         | 12     |
| 5           | 11 | Sergio Pérez       | Red Bull Racing-Honda | 53   | +8,723              | 9     | 4         | 10     |
| 6           | 55 | Carlos Sainz Jr.   | Ferrari               | 53   | +10,535             | 7     | 1         | 8      |
| 7           | 18 | Lance Stroll       | Aston Martin-Mercedes | 53   | +15,804             | 10    | 3         | 6      |
| 8           | 14 | Fernando Alonso    | Alpine-Renault        | 53   | +17,201             | 11    | 3         | 4      |
| 9           | 63 | George Russell     | Williams-Mercedes     | 53   | +19,742             | 15    | 6         | 2      |
| 10          | 31 | Esteban Ocon       | Alpine-Renault        | 53   | +20,868             | 13    | 3         | 1      |
| 11          | 6  | Nicholas Latifi    | Williams-Mercedes     | 53   | +23,743             | 14    | 3         |        |
| 12          | 5  | Sebastian Vettel   | Aston Martin-Mercedes | 53   | +24,621             | 12    | Bez zmian |        |
| 13          | 99 | Antonio Giovinazzi | Alfa Romeo-Ferrari    | 53   | +27,216             | 8     | 5         |        |
| 14          | 88 | Robert Kubica      | Alfa Romeo-Ferrari    | 53   | +29,769             | 18    | 4         |        |
| 15          | 47 | Mick Schumacher    | Haas-Ferrari          | 53   | +51,088             | 19    | 4         |        |
| NS          | 9  | Nikita Mazepin     | Haas-Ferrari          | 41   | NU (jednostka mocy) | 17    |           |        |
| NS          | 44 | Lewis Hamilton     | Mercedes              | 25   | NU (kolizja)        | 4     |           |        |
| NS          | 33 | Max Verstappen     | Red Bull Racing-Honda | 25   | NU (kolizja)        | 1     |           |        |
| NS          | 10 | Pierre Gasly       | AlphaTauri-Honda      | 3    | NU (zawieszenie)    | PL    |           |        |
| NS          | 22 | Yūki Tsunoda       | AlphaTauri-Honda      | 0    | NW (hamulce)        | –     |           |        |
| Źródło: FIA |    |                    |                       |      |                     |       |           |        |

Uwagi
1. ↑  Dodatkowy 1 punkt jest przyznawany kierowcy, który ustanowił najszybsze okrążenie w wyścigu, pod warunkiem, że ukończył wyścig w pierwszej 10.
2. ↑  Sergio Pérez ukończył wyścig na trzecim miejscu, ale otrzymał karę 5 sekund doliczonych do uzyskanego czasu za opuszczenie toru i zyskanie przewagi[16].
3. ↑  Yūki Tsunoda zakwalifikował się na szesnastym miejscu, ale nie wystartował w wyścigu, a jego miejsce na polu startowym pozostało wolne.

### Najszybsze okrążenie
| Nr          | Kierowca         | Konstruktor | Czas     | Okr. |
| ----------- | ---------------- | ----------- | -------- | ---- |
| 3           | Daniel Ricciardo | McLaren     | 1:24,812 | 53   |
| Źródło: FIA |                  |             |          |      |

### Prowadzenie w wyścigu
| Nr                              | Kierowca         | Konstruktor | Okrążenia   | Suma |
| ------------------------------- | ---------------- | ----------- | ----------- | ---- |
| 3                               | Daniel Ricciardo | McLaren     | 1–21, 27–53 | 47   |
| 33                              | Max Verstappen   | Red Bull    | 22          | 1    |
| 4                               | Lando Norris     | McLaren     | 23          | 1    |
| 44                              | Lewis Hamilton   | Mercedes    | 24–25       | 2    |
| 16                              | Charles Leclerc  | Ferrari     | 26          | 1    |
| \| Wykres \| \| ------ \| \| \| |                  |             |             |      |
| Źródło: FIA                     |                  |             |             |      |
| Wykres                          |                  |             |             |      |
|                                 |                  |             |             |      |

## Klasyfikacja po wyścigu

### Kierowcy
Źródło: FIA
| P  | +/− | Kierowca           | Starty | Punkty | P1 | P2 | P3 | PP | NO | NS |
| -- | --- | ------------------ | ------ | ------ | -- | -- | -- | -- | -- | -- |
| 1  | 0   | Max Verstappen     | 14     | 226,5  | 7  | 3  | –  | 7  | 4  | 2  |
| 2  | 0   | Lewis Hamilton     | 14     | 221,5  | 4  | 5  | 1  | 3  | 4  | 1  |
| 3  | 0   | Valtteri Bottas    | 14     | 141    | –  | 1  | 7  | 1  | 2  | 3  |
| 4  | 0   | Lando Norris       | 14     | 132    | –  | 1  | 3  | –  | –  | 1  |
| 5  | 0   | Sergio Pérez       | 14     | 118    | 1  | –  | 1  | –  | 1  | 1  |
| 6  | 0   | Charles Leclerc    | 14     | 104    | –  | 1  | –  | 2  | –  | 2  |
| 7  | 0   | Carlos Sainz Jr.   | 14     | 97,5   | –  | 1  | 1  | –  | –  | –  |
| 8  | +1  | Daniel Ricciardo   | 14     | 83     | 1  | –  | –  | –  | 1  | –  |
| 9  | −1  | Pierre Gasly       | 14     | 66     | –  | –  | 1  | –  | 1  | 2  |
| 10 | 0   | Fernando Alonso    | 14     | 50     | –  | –  | –  | –  | –  | 1  |
| 11 | 0   | Esteban Ocon       | 14     | 45     | 1  | –  | –  | –  | –  | 2  |
| 12 | 0   | Sebastian Vettel   | 14     | 35     | –  | 1  | –  | –  | –  | 2  |
| 13 | +1  | Lance Stroll       | 14     | 24     | –  | –  | –  | –  | –  | 2  |
| 14 | −1  | Yūki Tsunoda       | 14     | 18     | –  | –  | –  | –  | –  | 3  |
| 15 | 0   | George Russell     | 14     | 15     | –  | 1  | –  | –  | –  | 2  |
| 16 | 0   | Nicholas Latifi    | 14     | 7      | –  | –  | –  | –  | –  | 1  |
| 17 | 0   | Kimi Räikkönen     | 12     | 2      | –  | –  | –  | –  | –  | 1  |
| 18 | 0   | Antonio Giovinazzi | 14     | 1      | –  | –  | –  | –  | –  | –  |
| 19 | 0   | Mick Schumacher    | 14     | 0      | –  | –  | –  | –  | –  | –  |
| 20 | +1  | Robert Kubica      | 2      | 0      | –  | –  | –  | –  | –  | –  |
| 21 | −1  | Nikita Mazepin     | 14     | 0      | –  | –  | –  | –  | –  | 4  |
| P  | +/− | Kierowca           | Starty | Punkty | P1 | P2 | P3 | PP | NO | NS |

### Konstruktorzy
Źródło: FIA
| P  | +/− | Konstruktor               | Starty | Punkty | P1 | P2 | P3 | PP | NO | NS |
| -- | --- | ------------------------- | ------ | ------ | -- | -- | -- | -- | -- | -- |
| 1  | 0   | Mercedes                  | 28     | 362,5  | 4  | 6  | 8  | 4  | 6  | 4  |
| 2  | 0   | Red Bull Racing-Honda     | 28     | 344,5  | 8  | 3  | 1  | 8  | 5  | 3  |
| 3  | +1  | McLaren-Mercedes          | 28     | 215    | 1  | 1  | 3  | –  | 1  | 1  |
| 4  | −1  | Ferrari                   | 28     | 201,5  | –  | 2  | 1  | 2  | –  | 2  |
| 5  | 0   | Alpine-Renault            | 28     | 95     | 1  | –  | –  | –  | –  | 3  |
| 6  | 0   | Scuderia AlphaTauri-Honda | 28     | 84     | –  | –  | 1  | –  | 1  | 5  |
| 7  | 0   | Aston Martin-Mercedes     | 28     | 59     | –  | 1  | –  | –  | –  | 4  |
| 8  | 0   | Williams-Mercedes         | 28     | 22     | –  | 1  | –  | –  | –  | 3  |
| 9  | 0   | Alfa Romeo Racing-Ferrari | 28     | 3      | –  | –  | –  | –  | –  | 1  |
| 10 | 0   | Haas-Ferrari              | 28     | 0      | –  | –  | –  | –  | –  | 4  |
| P  | +/− | Konstruktor               | Starty | Punkty | P1 | P2 | P3 | PP | NO | NS |